# Revenue Act of 1913
Der Revenue Act of 1913, auch bekannt als  Underwood-Act, Underwood Tariff Act oder Underwood-Simmons Act (Kapitel 16, 38 Stat. 114, 3. Oktober 1913) war ein US-amerikanisches Tarifgesetz, innerhalb der Bundeseinkommensteuer, welches nach der Ratifizierung des Sechzehnten Zusatzgesetzes die Grundzölle von 40 % auf 25 %, senkte. Das lag deutlich unter dem Payne–Aldrich Tariff Act (1909). Nach einem Anliegen des Alabama-Kongressabgeordneten Oscar Underwood wurde die Revenue Act am 3. Oktober 1913 von Präsident Woodrow Wilson in Kraft gesetzt.

## Tarife
Wilson berief im April 1913 eine Sondersitzung des Kongresses ein. Sein unmittelbares Ziel war es, sich der umstrittenen Tariffrage zu stellen. Er hat der Angelegenheit besondere Aufmerksamkeit geschenkt, indem er sich entschied, vor dem Kongress persönlich zu erscheinen. Die gemeinsame Sitzung war eine spektakuläre Veranstaltung. Eine riesige Menschenmenge versammelte sich, und jeder Platz in der Kammer des Hauses wurde eingenommen. Die Berichterstattung in den Zeitungen war intensiv. Wilson sprach nur kurz, machte aber deutlich, dass eine Zollreform notwendig sei. Die Last lag eindeutig auf den Schultern der Demokraten, da sie zum ersten Mal in 18 Jahren in beide Häuser des Kongresses die Mehrheit hatten.
Das Haus verabschiedete das Gesetz am 8. Mai 1913 mit 281 gegen 139 Stimmen. Wilson nutzte seine Schirmherrschaft, um es durch den Senat zu führen, der es am 9. September 1913 mit 44 gegen 37 Stimmen annahm. Politisch wurde das Gesetz als ein Triumph des neuen Präsidenten erachtet. Das Gesetz legte die niedrigsten Raten seit dem Walker-Tarif von 1857 fest. Die Pflicht für Wollstoffe ging von 56 % auf 18,5 %. Stahlschienen, Rohwolle, Eisenerz und landwirtschaftliche Geräte hatten jetzt Nullraten. Das von den Republikanern gewünschte Gegenseitigkeitsprogramm wurde beseitigt. Die Underwood-Simmons-Maßnahme erhöhte die freie Liste, indem sie Wolle, Eisen, Stahl, landwirtschaftliche Maschinen und viele Rohstoffe und Lebensmittel einbezog. Die durchschnittliche Rate betrug etwa 26 %.

## Einkommensteuer
Das Gesetz sah auch die Wiedereinsetzung einer Bundeseinkommensteuer vor, um den voraussichtlichen Verlust der Einnahmen aus der Senkung der Zollsätze auszugleichen. Die jüngsten Bemühungen um die Besteuerung von Steuern, des Wilson–Gorman Tariff Act von 1894, waren vom Obersten Gerichtshof für verfassungswidrig erklärt worden, weil die Steuer auf Dividenden, Zinsen und Mieten als direkte Steuer angesehen worden war, die nicht durch repräsentativ aufgeteilt wurde. Dieses Hindernis wurde jedoch durch die Ratifizierung des Sechzehnten Zusatzgesetzes am 3. Februar 1913 beseitigt.
Einkommen von Ehepaaren, die $ 4.000 überstiegen, sowie diejenigen von Einzelpersonen, die $ 3.000 oder mehr verdienten, unterlagen nun einer 1 % Steuer.
Die Maßnahme lieferte auch eine progressive Steuerstruktur. Leute mit hohem Einkommen wurden mit höheren Raten besteuert. In nur wenigen Jahren wurde die Einkommensteuer zur Haupteinnahmequelle des Bundes und übertraf deutlich die Zolleinnahmen. Weniger als 1 % der Bevölkerung zahlte noch die Bundeseinkommensteuer. Das Gesetz war auf Einkommen für 1913, 1914 und 1915 anwendbar.

## Folgen
Es ist schwierig, ein aussagekräftiges Urteil über die Auswirkungen des Gesetzes abzugeben, da sich die gesamte Weltwirtschaft durch den Ausbruch des Ersten Weltkrieges bald veränderte. Amerikanische Produkte waren in der ganzen Welt sehr gefragt, was den Protektionismus in Frage stellte. Die nächste Neuordnung der nationalen Tarifpolitik würde erst nach Kriegsende eintreten: der Fordney-McCumber-Tarif von 1922, welcher die Sätze wieder erhöhte.
Es gab jedoch Auswirkungen für die kubanische Tabakindustrie hinsichtlich ihrer Einfuhr in die Staaten. Theodore Garbade, Präsident des Verbandes der Hersteller von Zigarren aus Kuba, besprach dies mit dem Präsidenten von Kuba, Mario García Menocal.